# فيتواليكسين

الكبسيدول هو مادة نباتية ألكسين تنتجها نباتات معينة استجابة لهجوم مسببات الأمراض

فيتواليكسين (بالإنجليزية: Phytoalexin) هي مواد مضادة للميكروبات، وبعضها مضاد للأكسدة أيضًا. يتم تعريفها، وليس لهم وجود أي التركيب الكيميائي معين أو حرف، ولكن قبل أن يتم توليفها أنها دفاعية دي نوفو من النباتات التي تنتج مركبات بسرعة في مواقع الإصابة الممرض. بشكل عام فإن فيتواليكسينات هي مثبطات واسعة الطيف. فهي متنوعة كيميائيًا، وتعتبر الفئات الكيميائية المختلفة من المركبات من سمات أصناف نباتية معينة. فيتواليكسين تميل إلى الانخفاض إلى عدة فصول الكيميائية، بما في ذلك تيربينويدس، غليكو المنشطات وقلويدات، ولكن ينطبق هذا المصطلح على أي المواد الكيميائية النباتية التي تسببها العدوى الميكروبية.

## وظيفة
يتم إنتاج فيتواليكسين في النباتات لتعمل كسموم للكائن الحي المهاجم. قد تثقب جدار الخلية، وتؤخر النضج، وتعطل التمثيل الغذائي أو تمنع تكاثر العامل الممرض المعني. تتم الإشارة إلى أهميتها في الدفاع عن النبات من خلال زيادة قابلية الأنسجة النباتية للعدوى عندما يتم تثبيط التخليق الحيوي للفيتوالكسين. تظهر المسوخات غير القادرة على إنتاج الفيتوالكسين استعمارًا أكثر شمولاً لمسببات الأمراض مقارنة بالأنواع البرية. على هذا النحو، فإن مسببات الأمراض الخاصة بالمضيف القادرة على تحطيم الفيتوالكسينات أكثر ضراوة من تلك غير القادرة على القيام بذلك. 
عندما تتعرف خلية نباتية على جزيئات من الخلايا التالفة أو الجزيئات من العامل الممرض، يطلق النبات مقاومة ذات شقين: استجابة عامة قصيرة المدى واستجابة محددة طويلة الأجل متأخرة.
كجزء من المقاومة المستحثة، الاستجابة قصيرة المدى، ينشر النبات أنواع الأكسجين التفاعلية مثل الأكسيد الفائق وبيروكسيد الهيدروجين لقتل الخلايا الغازية. في تفاعلات المُمْرِض، تكون الاستجابة المشتركة قصيرة المدى هي الاستجابة شديدة الحساسية، حيث يتم إرسال إشارات للخلايا المحيطة بموقع العدوى للخضوع لموت الخلايا المبرمج، أو موت الخلايا المبرمج، من أجل منع انتشار العامل الممرض إلى بقية النبات.
تتضمن المقاومة طويلة المدى، أو المقاومة الجهازية المكتسبة (SAR)، اتصال الأنسجة التالفة ببقية النبات باستخدام هرمونات نباتية مثل حمض الياسمونيك أو الإيثيلين أو حمض الأبسيسيك أو حمض الساليسيليك . يؤدي استقبال الإشارة إلى تغيرات عالمية داخل النبات، مما يحفز التعبير عن الجينات التي تحمي من مزيد من التسلل الممرض، بما في ذلك الإنزيمات المشاركة في إنتاج الفيتوالكسينات. في كثير من الأحيان، إذا تم إطلاق الجاسمونيت أو الإيثيلين (كلاهما هرمونات غازية) من الأنسجة المصابة، فإن النباتات المجاورة تصنع أيضًا فيتواليكسينز استجابةً لذلك. بالنسبة للحيوانات العاشبة، وهي ناقلات شائعة للأمراض، يبدو أن هذه العطريات وغيرها من المواد العطرية للاستجابة للجروح تعمل كتحذير من أن النبات لم يعد صالحًا للأكل.  أيضًا، وفقًا للمثل القديم، "عدو عدوي هو صديقي"، قد تنبه المواد العطرية الأعداء الطبيعيين للغزاة النباتيين إلى وجودها.

## الأبحاث الحديثة
كان الأليكسين (3-هيدروكسي-5-ميثوكسي-6-ميثيل-2-بنتيل -4 H -pyran-4-one)، وهو مركب لا يحتوي على الكبريت له هيكل عظمي بيتا بيرون، هو أول مركب معزول عن الثوم. كمادة فيتواليكسين، منتج مستحث في النباتات عن طريق الضغط المستمر.  وقد تبين أن هذا المركب أن لها خصائص بيولوجية فريدة من نوعها، مثل تأثيرات مضادة الأكسدة،  وتأثيرات مضادة للميكروبات،  والمضادة للورم وله آثار في تعزيز و  تثبيط الأفلاتوكسين في الحمض النووي الريبوزي منقوص الأكسجين،  وكذلك في التغذية العصبية.  حيث أظهر الأليكسين تأثيرًا معززًا مضادًا للورم في الجسم الحي، مما يثبط تكوين ورم الجلد بواسطة (TPA) في الفئران التي بدأت (DMBA).  هنا، من المتوقع أن يكون الأليكسين و / أو نظائره مركبات مفيدة للوقاية من السرطان أو عوامل العلاج الكيميائي لأمراض أخرى.

## دور الفينولات الطبيعية في دفاع النبات ضد مسببات الأمراض
يلعب البوليفينول، وخاصة الايزوفلافونويد والمواد ذات الصلة، دورًا في الدفاع عن النبات ضد مسببات الأمراض الفطرية والميكروبات الأخرى.
في عنب الكرمة النبيذية، الريسفيراترول العابر عبارة عن فيتواليكسين ينتج ضد نمو مسببات الأمراض الفطرية مثل عفن رمادي  و دلتا فينيرين هو نبات نباتي آخر من نبات ‏ العنب ينتج بعد الإصابة الفطرية بواسطة بلاسموبارا فيتيكولا.  بينوسيلفين هو ذيفان ستيلبينويد معدي (أي تم تصنيعه قبل العدوى)، على عكس فيتواليكسينs الذي يتم تصنيعه أثناء العدوى. إنه موجود في خشب القلب من الصنوبر .  وهو سم فطري يحمي الخشب من العدوى الفطرية . 
ساكورانتين هو فلافانون، وهو نوع من الفلافونويد. يمكن العثور عليها في بوليمنيا فروتيكوزا  والأرز، حيث تعمل مثل فيتواليكسين ضد إنبات أبواغ ماغنابورثي جريسي.  في الذرة، الجين (SbF3'H2)، ترميز الفلافونويد 3'هيدروكسيلاز، ويبدو أن أعرب في العوامل المسببة للأمراض محددة 3-ديوكسيانثوسيانيدين التوليف فيتواليكسين،  على سبيل المثال في الذئار بالذرة الرفيعة. 
6-ميثوكسي ميلين هو ثنائي هيدرو إيزوكومارين و فيتواليكسين مستحث في شرائح الجزر بواسطة الأشعة فوق البنفسجية (UV-C)،  مما يسمح بمقاومة العفن الرمادي  والكائنات الحية الدقيقة الأخرى. 
دانيالون هو فيتوالكسين موجود في فاكهة البابايا. أظهر هذا المركب نشاطًا مضادًا للفطريات عاليًا ضد كوليتوتريشوم جلويوسبوريويدس، وهو أحد الفطريات المسببة للأمراض في البابايا. 
يتم إنتاج ستيلبينويد في الأوكالبتوس سيدروكسيلون في حالة هجمات مسببات الأمراض. يمكن تضمين هذه المركبات في استجابة شديدة الحساسية للنباتات. يمكن أن تفسر المستويات العالية من مادة البوليفينول في بعض الأخشاب الحفاظ على الطبيعة ضد التعفن. 
أفينانثراميد هي الفيتواليكسين التي تنتجها شوفان افينا ساتيفا كنتيجة لفطر بوشيني إكليلي والذي يطلق عليه اسم صدأ تاج الشوفان. (كانت تسمى أفينانثراميد سابقًا أفينالومين).

## روابط خارجية
- الإشارات التي تنظم الاستجابات المتعددة للجروح والحيوانات العاشبة Guy L. de Bruxelles و Michael R Roberts.
- ردود النباتات التي لا تعد ولا تحصى على العواشب ليندا ل. والينغ.
- الدفاعات الكيميائية للنباتات العالية جيرالد إ. روزنثال.
- المقاومة الجهازية المستحثة (ISR) ضد مسببات الأمراض في سياق دفاعات النبات المستحثة MARTIN HEIL.
- ملاحظات من تحت الأرض دونالد ر. سترونج ودونالد إ. فيليبس.
- العلاقات بين النباتات والحيوانات العاشبة ومسببات الأمراض والطفيليات التي تعبر عنها المستقلبات الثانوية لوريتا إل مانيكس.